# Mark Kendall (Fußballspieler, 1958)
Mark Kendall (* 20. September 1958 in Blackwood; † 1. Mai 2008 ebenda) war ein walisischer Fußball-Torwart und U-21 Nationalspieler.

## Leben
Kendall unterschrieb als Jugendlicher einen Profivertrag bei Tottenham Hotspur und bestritt sein erstes Ligaspiel im November 1978 gegen Norwich City. Nach vier Jahren verließ er den Verein und wechselte zu AFC Newport County. Dort gelang ihm mit der Mannschaft der Sieg im Waliser Pokalwettbewerb und der Einzug in den Europapokal der Pokalsieger. 1986 wechselte er zu den Wolverhampton Wanderers, mit denen er die Football League Trophy gewann. Als Ersatztorwart bei Swansea City gewann er ein zweites Mal den Welsh Cup.
Kendall beendete im Alter von 34 seine Karriere als Profifußballer und wurde Polizeibeamter. Dort war er auch aus Fußballtrainer aktiv und wurde 2007 zum Trainer des Jahres ausgezeichnet.